# Milly
Milly is een plaats en voormalige gemeente in het Franse departement Manche in de regio Normandië en telt 331 inwoners (1999).
De plaats maakt deel uit van het arrondissement Avranches en sinds 1 januari 2016 van de gemeente Grandparigny.

## Geografie
De oppervlakte van Milly bedraagt 9,6 km², de bevolkingsdichtheid is 34,5 inwoners per km².
De onderstaande kaart toont de ligging van Milly met de belangrijkste infrastructuur en aangrenzende gemeenten.

## Demografie
Onderstaande figuur toont het verloop van het inwonertal (bron: INSEE-tellingen).

Chèvreville · Martigny · Milly · Parigny